# Élections fédérales ouest-allemandes de 1980

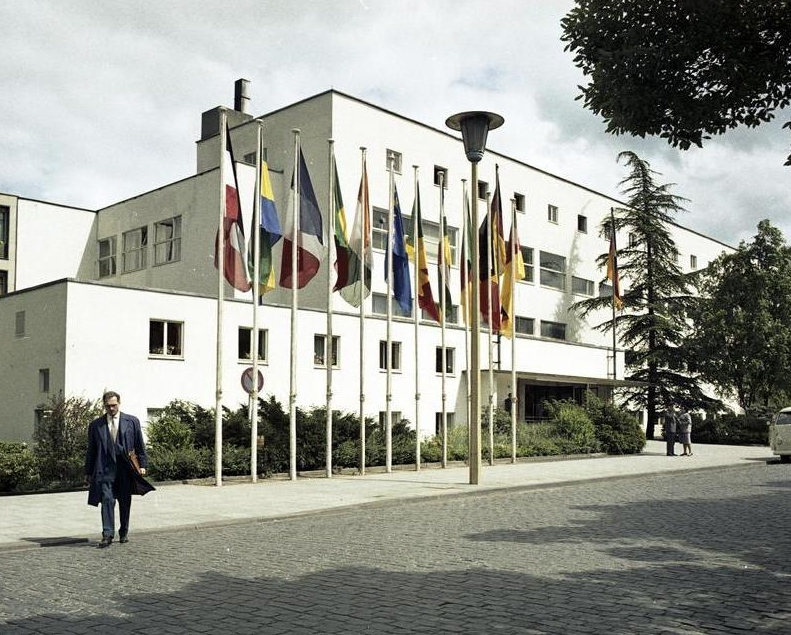
La Bundeshaus de Bonn, siège du Bundestag.

Les élections fédérales ouest-allemandes de 1980 (Bundestagswahl 1980, en allemand) se sont tenues le 5 octobre 1980, afin d'élire les quatre-cent quatre-vingt-seize députés de la neuvième législature du Bundestag, pour un mandat de quatre ans.
Le scrutin a été remporté par les Unions chrétiennes, sans la majorité absolue. La coalition entre sociaux-démocrates et libéraux a donc été reconduite au pouvoir.

## Contexte

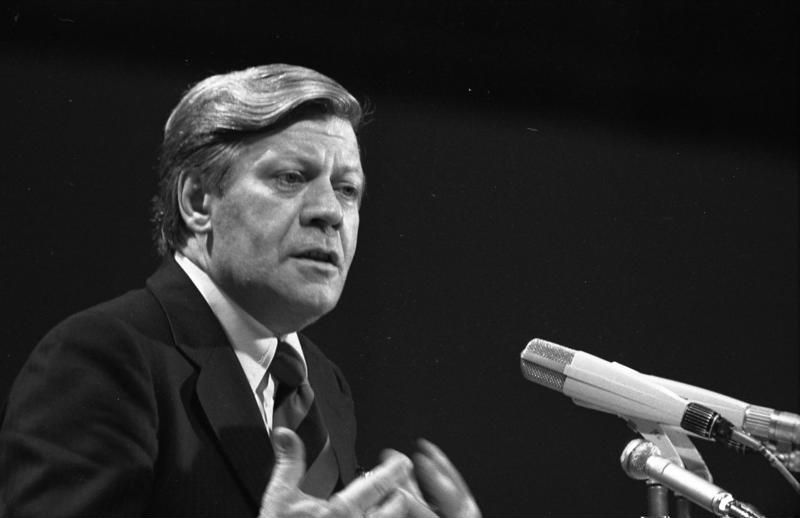
Le chancelier fédéral Helmut Schmidt.

Lors des élections fédérales du 3 octobre 1976, le Parti social-démocrate d'Allemagne (SPD), du chancelier fédéral, Helmut Schmidt, investi en 1974 après la démission de Willy Brandt, avait perdu sa position de premier parti du pays, conquise seulement en 1972, au profit des Unions chrétiennes (CDU/CSU), alors emmenées par Helmut Kohl, ministre-président de Rhénanie-Palatinat.
Toutefois, le Parti libéral-démocrate (FDP), désormais conduit par le ministre fédéral des Affaires étrangères, Hans-Dietrich Genscher, allié depuis 1969 aux sociaux-démocrates, avait choisi de poursuivre la coalition sociale-libérale, assurant ainsi la réinvestiture de Schmidt à la chancellerie.
Le bon score obtenu par la CSU pousse son président, Franz Josef Strauß, à se désolidariser de la CDU, mais il rentre dans le rang après les menaces de Kohl. Toutefois, il obtient d'être candidat à la chancellerie, à la place d'Ernst Albrecht, ministre-président de Basse-Saxe.

## Partis et chef de file
| Parti | Parti                                                                              | Chef de file                                                      | Score en 1976               |
| ----- | ---------------------------------------------------------------------------------- | ----------------------------------------------------------------- | --------------------------- |
|       | Union chrétienne-démocrate d'Allemagne Christlich Demokratische Union Deutschlands | Franz Josef Strauß (CSU) (Ministre-président de Bavière)          | 38,0 % des voix 190 députés |
|       | Union chrétienne-sociale en Bavière Christlich-Soziale Union in Bayern             | Franz Josef Strauß (CSU) (Ministre-président de Bavière)          | 10,6 % des voix 53 députés  |
|       | Parti social-démocrate d'Allemagne Sozialdemokratische Partei Deutschlands         | Helmut Schmidt (Chancelier fédéral)                               | 42,6 % des voix 214 députés |
|       | Parti libéral-démocrate Freie Demokratische Partei                                 | Hans-Dietrich Genscher (Ministre fédéral des Affaires étrangères) | 7,9 % des voix 32 députés   |

## Résultats

### Résultats fédéraux
|                        |                                               |                                               |                  |                  |                  |                  |            |       |               |        |                  |                  |                  |                  |
| Partis                 | Partis                                        | Partis                                        | Circonscriptions | Circonscriptions | Circonscriptions | Circonscriptions | Liste      | Liste | Liste         | Liste  | Total des sièges | Total des sièges | Total des sièges | Total des sièges |
| Partis                 | Partis                                        | Partis                                        | Votes            | %                | Sièges           | +/-              | Votes      | %     | +/-           | Sièges | Total            | +/-              | DB               | Total            |
|                        |                                               | Union chrétienne-démocrate d'Allemagne (CDU)  | 13 467 207       | 35,62            | 81               | 13               | 12 989 200 | 34,24 | 3,75          | 93     | 174              | 16               | 11               | 185              |
|                        | Union chrétienne-sociale en Bavière (CSU)     | 3 941 365                                     | 10,43            | 40               | en stagnation    | 3 908 459        | 10,30      | 0,35  | 12            | 52     | 1                | 0                | 52               |                  |
| Total CDU/CSU          | Total CDU/CSU                                 | 17 408 572                                    | 46,05            | 121              | 13               | 16 897 659       | 44,54      | 4,09  | 105           | 226    | 17               | 11               | 237              |                  |
|                        | Parti social-démocrate d'Allemagne (SPD)      | Parti social-démocrate d'Allemagne (SPD)      | 16 808 861       | 44,46            | 127              | 13               | 16 260 677 | 42,86 | 0,30          | 91     | 218              | 4                | 10               | 228              |
|                        | Parti libéral-démocrate (FDP)                 | Parti libéral-démocrate (FDP)                 | 2 720 480        | 7,20             | 0                | en stagnation    | 4 030 999  | 10,62 | 2,70          | 53     | 53               | 14               | 1                | 54               |
|                        | Les Verts (Grünen)                            | Les Verts (Grünen)                            | 732 619          | 1,94             | 0                | en stagnation    | 569 589    | 1,50  | Nv.           | 0      | 0                | en stagnation    | 0                | 0                |
|                        | Parti communiste allemand (DKP)               | Parti communiste allemand (DKP)               | 107 158          | 0,28             | 0                | en stagnation    | 71 600     | 0,19  | 0,12          | 0      | 0                | en stagnation    | 0                | 0                |
|                        | Parti national-démocrate d'Allemagne (NPD)    | Parti national-démocrate d'Allemagne (NPD)    |                  |                  |                  |                  | 68 096     | 0,18  | 0,14          | 0      | 0                | en stagnation    | 0                | 0                |
|                        | Parti des citoyens (BP)                       | Parti des citoyens (BP)                       | 507              | 0,00             | 0                | en stagnation    | 11 256     | 0,03  | Nv.           | 0      | 0                | en stagnation    | 0                | 0                |
|                        | Front populaire (VF)                          | Front populaire (VF)                          | 7 160            | 0,02             | 0                | en stagnation    | 9 319      | 0,02  | Nv.           | 0      | 0                | en stagnation    | 0                | 0                |
|                        | Ligue communiste d'Allemagne de l'Ouest (KWB) | Ligue communiste d'Allemagne de l'Ouest (KWB) | 12 008           | 0,03             | 0                | en stagnation    | 8 174      | 0,02  | 0,03          | 0      | 0                | en stagnation    | 0                | 0                |
|                        | Parti ouvrier européen (EAP)                  | Parti ouvrier européen (EAP)                  | 4 992            | 0,01             | 0                | en stagnation    | 7 666      | 0,02  | en stagnation | 0      | 0                | en stagnation    | 0                | 0                |
|                        | Parti chrétien populaire de Bavière (CBV)     | Parti chrétien populaire de Bavière (CBV)     |                  |                  |                  |                  | 3 946      | 0,01  | 0,01          | 0      | 0                | en stagnation    | 0                | 0                |
|                        | Autres                                        | Autres                                        | 4 174            | 0,01             | 0                | en stagnation    |            |       |               |        | 0                | en stagnation    | 0                | 0                |
|                        |                                               |                                               |                  |                  |                  |                  |            |       |               |        |                  |                  |                  |                  |
| Votes valides          | Votes valides                                 | Votes valides                                 | 37 806 531       | 98,73            |                  |                  | 37 938 981 | 99,08 |               |        |                  |                  |                  |                  |
| Votes blancs et nuls   | Votes blancs et nuls                          | Votes blancs et nuls                          | 485 645          | 1,27             | 353 115          | 0,92             |            |       |               |        |                  |                  |                  |                  |
| Total                  | Total                                         | Total                                         | 38 292 176       | 100              | 248              | en stagnation    | 38 292 176 | 100   | —             | 249    | 497              | 1                | 22               | 519              |
| Abstentions            | Abstentions                                   | Abstentions                                   | 4 939 565        | 11,43            |                  |                  | 4 939 565  | 11,43 |               |        |                  |                  |                  |                  |
| Inscrits/Participation | Inscrits/Participation                        | Inscrits/Participation                        | 43 231 741       | 88,57            | 43 231 741       | 88,57            |            |       |               |        |                  |                  |                  |                  |

### Résultats régionaux
| Land                        | CDU/CSU   | CDU/CSU | CDU/CSU | SPD       | SPD | SPD   | FDP       | FDP | FDP   |
| Land                        | % 2e voix | MU1     | Total   | % 2e voix | MU1 | Total | % 2e voix | MU1 | Total |
| --------------------------- | --------- | ------- | ------- | --------- | --- | ----- | --------- | --- | ----- |
| Bade-Wurtemberg             | 48,5 %    | 31      | 36      | 37,2 %    | 6   | 27    | 12,0 %    | 0   | 9     |
| Basse-Saxe                  | 39,8 %    | 8       | 26      | 46,9 %    | 23  | 30    | 11,3 %    | 0   | 7     |
| Bavière                     | 57,6 %    | 40      | 52      | 32,7 %    | 5   | 30    | 7,8 %     | 0   | 7     |
| Brême                       | 28,8 %    | 0       | 1       | 52,5 %    | 3   | 3     | 15,1 %    | 0   | 0     |
| Hambourg                    | 31,2 %    | 0       | 4       | 51,7 %    | 7   | 7     | 14,1 %    | 0   | 2     |
| Hesse                       | 40,6 %    | 3       | 19      | 46,4 %    | 19  | 22    | 10,6 %    | 0   | 5     |
| Rhénanie-du-Nord-Westphalie | 40,6 %    | 27      | 60      | 46,8 %    | 44  | 70    | 10,9 %    | 0   | 17    |
| Rhénanie-Palatinat          | 45,6 %    | 10      | 15      | 42,8 %    | 6   | 14    | 9,8 %     | 0   | 3     |
| Sarre                       | 42,3 %    | 2       | 4       | 48,3 %    | 3   | 4     | 7,8 %     | 0   | 0     |
| Schleswig-Holstein          | 38,9 %    | 0       | 9       | 46,7 %    | 11  | 11    | 12,7 %    | 0   | 3     |

### Analyse
Quatre ans après avoir remporté, de justesse, les élections fédérales, le chancelier Helmut Schmidt obtient un troisième mandat clair. Sa coalition avec les libéraux dépasse les Unions chrétiennes de cinquante sièges, mais cette avance est principalement due au FDP, qui franchit la barre des 10 % des suffrages exprimés, une première depuis vingt ans. La CDU/CSU est victime de la campagne menée par son chef de file, Franz Josef Strauß, violemment anti-communiste et opposé, pour des raisons personnelles, aux libéraux.

### Conséquences
Tandis que le recul des conservateurs favorise Helmut Kohl, président de la CDU, Schmidt s'assure du maintien de son alliance avec le FDP. Réinvesti le 5 novembre, il forme alors le cabinet Schmidt III.